# Wołochiwka
Wołochiwka (ukr. Волохівка) – wieś na Ukrainie, w obwodzie charkowskim, w rejonie czuhujewskim, w hromadzie Wołczańsk. W 2001 liczyła 321 mieszkańców, spośród których 282 wskazało jako ojczysty język ukraiński, 35 rosyjski, a 4 inny.